# Brechmorhoga grenadensis
Brechmorhoga grenadensis е вид водно конче от семейство Libellulidae.

## Разпространение
Видът е разпространен в Гваделупа, Гренада, Доминика и Мартиника.